# Battaglia di Gela (405 a.C.)
La battaglia di Gela ebbe luogo in Sicilia nell'estate del 405 a.C. L'esercito cartaginese, sotto il comando di Imilcone (membro della famiglia dei Magone e consanguineo di Annibale Magone), che nel corso dell'inverno e della primavera era acquartierato ad Agrigento, catturata da poco, marciò verso Gela. Il governo siracusano aveva deposto Dafneo, il comandante greco sconfitto ad Agrigento, con Dionigi, un ufficiale che era stato allievo di Ermocrate. Dionigi intrigò, con successo, per ottenere poteri dittatoriali. Quando i cartaginesi avanzarono su Gela e misero la città sotto assedio, Dionigi marciò da Siracusa per confrontarsi con la minaccia. Pianificò di utilizzare uno schema di attacco complesso, su tre colonne d'assalto, contro i cartaginesi, tale piano fallì per la mancanza di una coordinazione sufficiente. Dionigi decise di evacuare la popolazione di Gela, poiché la sconfitta senza nessun risultato avrebbe provocato malcontento in Siracusa ed egli non voleva perdere il potere. Imilcone saccheggiò la città abbandonata dopo che i greci erano fuggiti a Camarina.

## Antefatti
Cartagine era stata estromessa dagli eventi siciliani per quasi 70 anni in seguito alla battaglia di Imera avvenuta nel 480 a.C., periodo in cui la cultura greca aveva iniziato la sua penetrazione nelle città elimiche, sicane e sicule. Questo equilibrio collassò nel 411 a.C. quando la città elimica di Segesta fu sconfitta dalla città greco-dorica di Selinunte. Segesta chiese aiuto a Cartagine ed il senato cartaginese acconsentì ad intervenire in appoggio a Segesta. Annibale Magone di Cartagine organizzò un esercito che prese d'assalto Selinunte nel 409 a.C. e successivamente distrusse la città di Himera. Siracusa e Akragas (Agrigento), le più importanti città greche in Sicilia, non si opposero subito a Cartagine e l'esercito cartaginese poté ritrarsi con il bottino di guerra. Per 3 anni fu tregua nei territori siciliani, tuttavia non erano stati firmati accordi fra greci e cartaginesi per porre fine alle ostilità.

### La spedizione del 406 a.C.
I raid del generale siracusano esiliato, Ermocrate, nei territori punici attorno a Mozia e Panormos (Palermo) spinsero Cartagine ad inviare un altro esercito in Sicilia nel 406 a.C., sempre sotto il comando di Annibale Magone. Intanto Siracusa e Akragas si erano preparate al conflitto assoldando mercenari e rinforzando le flotte, oltre a mantenere in piena efficienza le fortificazioni cittadine. Sebbene Siracusa fosse coinvolta nella guerra del Peloponneso e in dispute con le città confinanti, il suo governo inviò richieste di aiuto nella Magna Grecia e nella Grecia stessa una volta che i cartaginesi erano sbarcati in Sicilia.
Annibale pose l'assedio ad Akragas nell'estate del 406 a.C., ma la città riuscì a resistere al primo assalto. Mentre venivano costruite le opere d'assedio per gli attacchi futuri l'esercito fu colpito da un'epidemia, che fece morire migliaia di cartaginesi ed Annibale stesso. Parte dell'esercito cartaginese, guidato da Imilcone, parente di Annibale e suo sostituto, fu sconfitta dall'esercito di soccorso greco, guidato da Dafneo, quindi la città fu liberata dall'assedio. I cittadini di Akragas non erano d'accordo con la decisione dei generali, che avevano deciso di non inseguire i cartaginesi sconfitti, e lapidarono quattro di loro. I greci, a quel punto, tagliarono i rifornimenti per il campo punico, provocando quasi un ammutinamento nell'esercito cartaginese. Imilcone rimise a posto la situazione sconfiggendo la flotta siracusana e catturando il convoglio di grano destinato ad Akragas. I greci, di fronte al rischio della fame, abbandonarono Akragas, che fu saccheggiata da Imilcone. L'assedio era durato 8 mesi.

### La presa del potere di un tiranno
I cittadini di Akragas, ora privi di case, giunsero a Siracusa, alcuni portando accuse ai generali siracusani. Nell'assemblea Dionigi, che aveva combattuto coraggiosamente ad Akragas, appoggiò tali accuse. Egli era stato multato per aver contravvenuto alle regole di combattimento, ma il suo amico Filisto pagò la multa. L'assemblea depose Dafneo e gli altri generali e propose i sostituti, fra cui Dionigi. I rifugiati di Akragas infine trovarono asilo a Leontini. A questo punto giunse a Siracusa una richiesta di aiuto da Gela, dato che i cartaginesi si stavano avvicinando alla città.

## Le forze contrapposte
Annibale Magone aveva portato con sé in Sicilia un esercito reclutato da cittadini cartaginesi, nonché in Africa, Spagna ed Italia ed una flotta di 120 triremi. L'esercito era stato ridotto come forza dall'epidemia e dalle perdite contro Akragas e non si sa se Imilcone aveva ricevuto rinforzi o reclute fino al suo ingresso in Akragas. Le forze originali dovevano essere circa 60000 uomini, ed i sopravvissuti marciarono su Gela nella primavera del 405 a.C. La flotta cartaginese, che contava circa 105 navi, avendo perso 15 triremi ad Erice a causa della flotta greca sotto il comando di Leptine, era a Mozia e non supportava l'esercito.

### L'esercito cartaginese
I libici fornivano fanteria tanto leggera quanto pesante e formavano le unità più disciplinate dell'esercito. La fanteria pesante africana combatteva in formazioni chiuse, armata di lunghe picche e con scudi rotondi, con elmi e corazze di tessuto. La fanteria leggera libica portava giavellotti e piccoli scudi, così come la fanteria iberica. La fanteria iberica indossava tuniche bianche con bordature porpora e copricapo di cuoio.
La fanteria pesante tatticamente era schierata in falangi dense, armata di picche pesanti, lunghi scudi che coprivano tutto il corpo e corte spade difensive. La fanteria campana (probabilmente equipaggiata come i guerrieri sanniti o etruschi), sicula, sarda e gallica combatteva con il proprio equipaggiamento nazionale, sebbene spesso l'equipaggiamento fosse fornito da Cartagine. I siculi ed i sicilioti erano equipaggiati come gli opliti greci.

### L'esercito greco
Le maggiori città siciliane come Siracusa e Akragas potevano mettere in campo fino a 10000-20000 cittadini, mentre le più piccole come Imera e Messina ne potevano fornire fino a 3000-6000. Gela probabilmente era in grado di reclutarne un numero simile. Dionigi portò a Gela nel 405 a.C. 30000 fanti e 1000 cavalieri, reclutati da Siracusa, dalla città greche di Sicilia alleate e mercenari con 50 triremi.
Il nerbo dell'esercito greco erano gli opliti, arruolati principalmente fra i cittadini, tuttavia Dionigi aveva anche un certo numero di mercenari dall'Italia e dalla Grecia. Erano presenti anche siculi e sicilioti che servivano nell'esercito come opliti e fornivano anche peltasti, ed un certo numero di campani probabilmente equipaggiati come i guerrieri sanniti o etruschi dell'epoca. La formazione di combattimento usuale era la falange oplitica. La cavalleria era reclutata fra i cittadini più ricchi e fra i mercenari. Erano inoltre presenti opliti mercenari affittati in Sicilia ed in Italia ed anche dalla Grecia. Alcuni dei cittadini servivano come peltasti. I mercenari forniva anche arcieri e frombolieri.

## Gela minacciata
Mentre Dionigi era impegnato a seguire la sua via al potere assoluto l'esercito cartaginese aveva lasciato i quartieri d'inverno ad Akragas dopo aver distrutto la città. Imilcone marciò lungo la costa verso Gela e pose il campo presso il mare ad ovest della città, fortificandolo con una trincea ed una palizzata. I cartaginesi impiegarono del tempo saccheggiando le campagne e raccogliendo provviste prima di iniziare le operazioni di assedio. Gli abitanti di Gela avevano proposto di trasferire donne e bambini a Siracusa, ma le donne insistettero per restare in città. Alla fine fu deciso di non costringere nessuno a evacuare la città, ed i greci misero in atto una difesa attiva, attaccando i cartaginesi quando foraggiavano.

### L'assalto a Gela
Imilcone decise di prendere d'assalto la città prima dell'arrivo dei soccorsi. I cartaginesi non si preoccuparono costruire muri di circonvallazione attorno a Gela, decidendo invece per l'assalto diretto. Nonostante la resistenza di Gela, i cartaginesi riuscirono a portare arieti contro le mura occidentali e ad aprire alcune brecce. Tuttavia i difensori riuscirono a tenere a bada gli attaccanti nel corso del giorno ed a riparare le brecce di notte, l'aiuto delle donne nel riparare le brecce era inestimabile, quindi i cartaginesi ogni mattino dovevano ricominciare da capo.

### L'assedio è tolto
A parte le sue macchinazioni politiche Dionigi era riuscito a organizzare un esercito formato da italici, greci siciliani e mercenari, che contava almeno 30000 opliti, 4000 cavalieri e una flotta di 50 triremi, e marciò lentamente verso Gela. All'arrivo di questo esercito i cartaginesi tolsero l'assedio per un certo tempo. I greci si accamparono alla foce del fiume Gela sulla riva occidentale di fronte alla città e dall'altro lato rispetto al campo cartaginese, abbastanza vicino al mare per poter dirigere sia le operazioni terrestri sia quelle navali.

### Preludio alla battaglia
Per tre settimane Dionigi tormentò i cartaginesi con le truppe leggere e tagliò loro i rifornimenti con la flotta. Queste tattiche avevano quasi portato al disastro i cartaginesi ad Akragas, ma è probabile che Dionigi abbia scelto di combattere una battaglia schierata dopo tre settimane a causa dell'insofferenza dei suoi soldati nei confronti di una guerra di attrito. Probabilmente l'esercito cartaginese era superiore come forze a quelle disponibili per i greci, quindi Dionigi si risolse ad usare uno stratagemma per neutralizzare questo vantaggio del nemico.

### Il piano di battaglia greco
I cartaginesi erano accampati ad ovest di Gela e Dionigi pianificò un attacco su tre colonne contro il loro accampamento, piano che richiedeva comunque un tempismo preciso nelle operazioni. La cavalleria cartaginese era accampata sul lato verso terra, mentre i mercenari erano sul lato verso mare, con gli africani nella parte centrale entro il campo. Dionigi, osservando che una forza trasportata via mare poteva attaccare il campo da sud, dove questo era aperto e poco difeso, decise il piano seguente:
1. un gruppo di poche migliaia di truppe leggere sarebbe sbarcato sulla spiaggia a sud del campo cartaginese al comando di suo fratello Leptine ed avrebbe attaccato l'estremità meridionale da ovest, impegnando le forze cartaginesi; 4000 opliti italici avrebbero marciato lungo la costa ed avrebbero attaccato da est la stessa parte del campo.
2. nello stesso momento, la cavalleria greca, appoggiata da 8000 opliti, avrebbe impegnato i cartaginesi nella parte settentrionale del campo.
3. Dionigi, con la riserva e gli opliti di Gela, avrebbe effettuato una sortita dalla porta occidentale della città ed avrebbe attaccato il campo una volta che i cartaginesi fossero stati fortemente impegnati ai fianchi[20].

## La battaglia
Il piano dipendeva da una coordinazione molto precisa fra i quattro distaccamenti greci (tre che muovevano via terra ed uno via mare), altrimenti rischiava una disfatta, con la distruzione uno per uno dei distaccamenti. Quando l'azione ebbe inizio, tutto avvenne in modo assolutamente scoordinato. Le truppe trasportate via mare al comando di Leptine ottennero una sorpresa totale e con gli opliti che attaccavano lungo la costa irruppero nell'accampamento cartaginese. Mentre questo gruppo combatteva contro i campani e gli iberici, il gruppo settentrionale ritardò il suo arrivo e non riuscì a lanciare il suo attacco in tempo utile. Questo fatto diede ai cartaginesi il tempo di sconfiggere prima i greci che attaccavano da sud, dove Leptine perse 1000 uomini prima di ritirarsi, i cartaginesi inseguirono i greci in rotta, e furono fermati dai missili lanciati dalle navi greche che permisero ai greci in fuga di raggiungere sicuramente Gela. Alcuni soldati geloi aiutarono i greci, ma la maggior parte rimase in città perché temevano di lasciare le mura indifese.
Nel frattempo il distaccamento settentrionale aveva attaccato il campo, ed aveva respinto gli africani, usciti per opporsi ad essi, entro il campo stesso. A questo punto Imilcone ed i cittadini cartaginesi contrattaccarono, ed i campani e gli iberici si unirono ad essi, mettendo in rotta la colonna settentrionale dell'attacco, con la perdita di altri 600 greci. La forza al comando di Dionigi rimase chiusa entro le vie strette della città e la popolazione, e non entrò neppure in azione. La cavalleria greca non fu impegnata ed i cartaginesi respinsero i greci entro la città. Al termine del combattimento Imilcone aveva vinto la battaglia.
Sebbene i greci non fossero battuti sul campo, il loro morale ne aveva sofferto, quindi Dionigi doveva fronteggiare tumulti politici a Siracusa. L'esercito poteva essere malcontento nel caso avesse ripreso la guerra d'attrito, e se i greci fossero rimasti di guarnigione a Gela e vi fossero stati assediati dai cartaginesi, i nemici politici di Dionigi avrebbero potuto avere l'opportunità di organizzare un colpo di Stato a Siracusa. Dionigi decise di evacuare Gela, e richiese una tregua per seppellire i morti. Ma, nottetempo, fuggì via con tutto l'esercito e la popolazione, lasciando insepolti i morti. Un gruppo di 2000 uomini armati alla leggera rimase indietro, per accendere grandi fuochi nel campo così da spingere i cartaginesi a credere che i greci erano ancora nel campo stesso. Di primo mattino anche queste truppe lasciarono Gela, ed il giorno successivo i cartaginesi entrarono e saccheggiarono la città pressoché deserta.

## Conseguenze
Dionigi guidò l'esercito a Camarina, dove ordinò alla popolazione di abbandonare la città. Il problema strategico di Dionigi non era cambiato, dato che se fosse stato assediato a Camarina avrebbe comunque rischiato il disastro politico a Siracusa. La marcia per tornare a Siracusa fu lenta, e corsero voci fra i cittadini siracusani di un accordo fra Dionigi e Imilcone, quindi fu lanciato un tentativo di colpo di Stato. Le spoglie saccheggiate a Gela comprendevano anche una famosa statua di Apollo, inviata a Tiro.

### Lo scontento a Siracusa
Parte della cavalleria, formata dai ricchi oligarchi spodestati da Dionigi, tornò di corsa a Siracusa e tentò di prendere il controllo della città. Il loro tentativo fu goffo, in quanto Dionigi, tornando a Siracusa, trovò le porte chiuse, ma non guardate. A questo punto diede fuoco alla porta e uccise la maggior parte dei ribelli, mentre alcuni di essi tentarono di allontanarsi ed occupare la città siceliota di Etna. I profughi di Gela e Camarina, non avendo fiducia in Dionigi, si riunirono ai profughi di Akragas a Leontini. La posizione di Dionigi era poco sicura, dato che Imilcone ed il suo esercito, dopo aver saccheggiato Camarina, stavano marciando su Siracusa.

### La pace del 405 a.C.
Invece di attaccare Siracusa, i cartaginesi nel 405 a.C. firmarono un trattato di pace. I motivi della firma sono ipotizzati come:
- Dionigi era effettivamente in contatto con Imilcone ed era d'accordo su un trattato favorevole a Cartagine in cambio della pace e del riconoscimento della sua autorità[30].
- L'esercito di Imilcone era nuovamente sottoposto ad epidemie. Nel corso di tutta la campagna l'esercito perse quasi metà delle sue forze a causa di malattie[31]. In tale situazione Imilcone decise di non assalire Siracusa, ma, data la debolezza delle sue forze, optò per un trattato che fosse comunque favorevole a Cartagine.
- A differenza di Roma, che combatté sempre fino ad ottenere un risultato finale a suo favore[32], con i trattati che erano in realtà solo interludi fra due guerre[33], i cartaginesi erano più inclini al negoziato ed affidarsi a trattati finché le loro infrastrutture commerciali rimanevano intatte. Cartagine aveva tenuto fede ai termini del trattato di Imera del 480 a.C. per 70 anni. Nel 149 a.C. Cartagine, si sottopose continuamente a richieste sempre più dure e umilianti da parte dei consoli romani, finché questi non chiesero ai cartaginesi di muovere nell'entroterra, cosa che li avrebbe costretti a porre fine alla loro attività commerciale, e solo allora i cartaginesi diedero fuoco alle polveri.

I termini del trattato erano:
- Cartagine manteneva il pieno controllo delle città fenicie in Sicilia. le città elimiche e sicule restavano nella "sfera di influenza" cartaginese.
- I greci potevano restare a Selinunte, Akragas, Camarina e Gela. Queste città, inclusa la nuova città di Thermae, sarebbero state tributarie di Cartagine. A Gela e Camarina era proibito di riparare le proprie mura.
- I sicelioti e le città di Messina e Leontini dovevano essere libere dall'influenza sia cartaginese sia siracusana.
- Entrambe le città accettavano di restituire i prigionieri e le navi catturate nel corso della campagna.

L'esercito e la flotta cartaginesi lasciarono la Sicilia dopo il trattato, l'epidemia fu trasferita in Africa, dove infuriò a Cartagine. Imilcone fu nominato re nel 398 a.C. e avrebbe dovuto essere a capo della reazione cartaginese alle attività di Dionigi di quello stesso anno. Il trattato venne rispettato fino al 404 a.C., anno in cui Dionigi iniziò una guerra contro i sicelioti. Dato che Cartagine non ebbe alcuna reazione, Dionigi aumentò i suoi domini in Sicilia e nel 398 a.C. riprese la guerra contro i Cartaginesi attaccando Mozia.